# System Raunkiæra

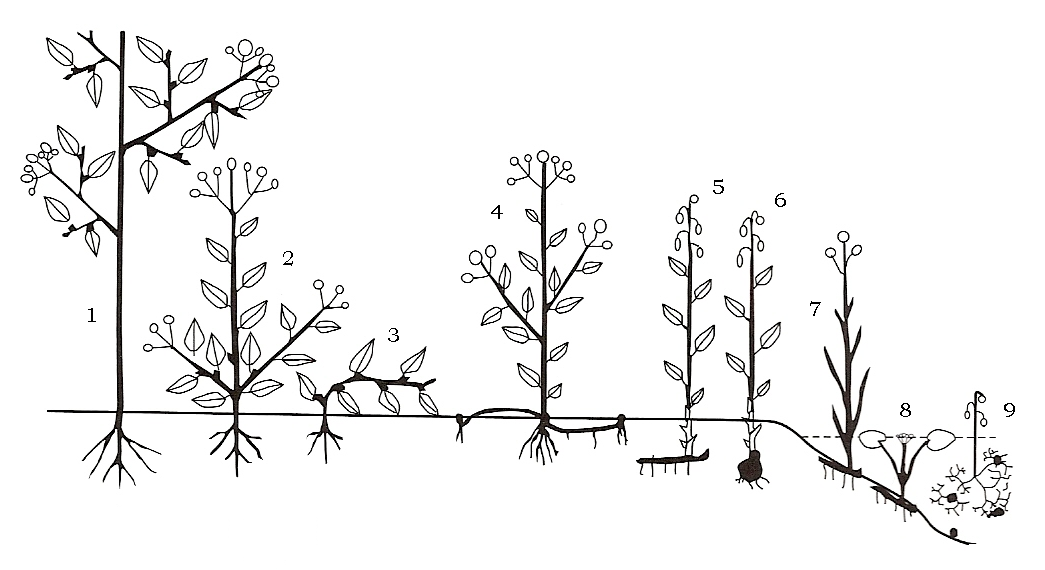
Klasyfikacja form życiowych roślin: 1) fanerofit, 2-3) chamefit, 4) hemikryptofit, 5) geofit kłączowy, 6) geofit cebulowy, 7) helofit, 8-9) hydrofity

System Raunkiaera – powszechnie stosowany system klasyfikacji form życiowych roślin, stworzony przez duńskiego botanika Christena Raunkiæra w 1905 roku. Jest to przykład klasyfikacji niesystematycznej. Raunkiaer dzieli rośliny według sposobu, w jaki przeżywają niekorzystną porę roku, szczególną rolę przypisując rozmieszczeniu i ochronie pąków spoczynkowych. Wyróżniono w oparciu o te kryteria takie typy form życiowych:
- Fanerofity (jawnopączkowe) – są to trwałe rośliny, przeważnie o pędach zdrewniałych z zimotrwałymi pąkami odnawiającymi, umieszczonymi wyżej niż 50 cm nad powierzchnią podłoża. Wśród nich można wyróżnić megafanerofity, czyli drzewa, oraz nanofanerofity, czyli krzewy, wyróżnia się również epifity.
- Chamefity (niskopączkowe) – należą tu krzewinki o pędach zdrewniałych (chamefity zdrewniałe) i trwałe rośliny zielne (chamefity zielne) o pąkach umieszczonych na pędach nie wyżej niż 50 cm nad podłożem, chronionych zwykle przez pokrywę śnieżną.
- Hemikryptofity (naziemnopączkowe) – to przede wszystkim byliny, których pąki zimujące, umieszczone na pędach przy powierzchni gleby, chronione są przez żywe lub obumarłe liście i pokrywę śnieżną.
- Kryptofity (skrytopączkowe) – są to rośliny mające pąki odnawiające osadzone na ukrytych w glebie, błocie lub wodzie organach spichrzowych, np. bulwach, kłączach, rozłogach i cebulach. Rośliny wykształcające podziemne kłącza, rozłogi, bulwy lub cebule (geofity) mogą zakwitać bardzo wcześnie, przed wytworzeniem pełnego ocienienia przez drzewa. Rośliny wodne, które są całkowicie zanurzone w wodzie, reprezentują grupę hydrofitów. Rośliny wieloletnie wyrastające ponad wodę zalicza się do helofitów.
- Terofity – to rośliny jednoroczne przeżywające niesprzyjającą porę roku w postaci nasion. Rośliny te swą ontogenezę zamykają w jednym okresie wegetacyjnym.

W różnych strefach klimatycznych proporcje między formami życiowymi są różne.